# 2712 Keaton
A 2712 Keaton (ideiglenes jelöléssel 1937 YD) kisbolygó a Naprendszer kisbolygóövében, melyet 1937. december 29-én fedezett fel Kulin György Budapesten, a Svábhegyi Csillagvizsgálóban.
Kulin György ugyanazon a felvételen akadt a nyomára, mint amelyiken az 1442 Corvinát is felfedezte. Másnap Heidelbergben is észlelték, de a Svábhegyen 1938. január 5-éig további három alkalommal is sikerült lefényképezni. Csak 1980-ban tudta véglegesen azonosítani Conrad M. Bardwell az addig további három évben is megfigyelt aszteroidát. Az égitest 1982-ben kapott sorszámot, és 1993-ban keresztelték el Gareth V. Williams és Robert Williams javaslatára Buster Keatonról, az amerikai némafilmek egyik híres színészéről.